# Bajor Nagy Ernő
Bajor Nagy Ernő (Budapest, 1923. március 10. – Csobánka, 2010. szeptember 5.) magyar újságíró. Felesége László Margit (1931–2019) operaénekes volt.

## Életpályája

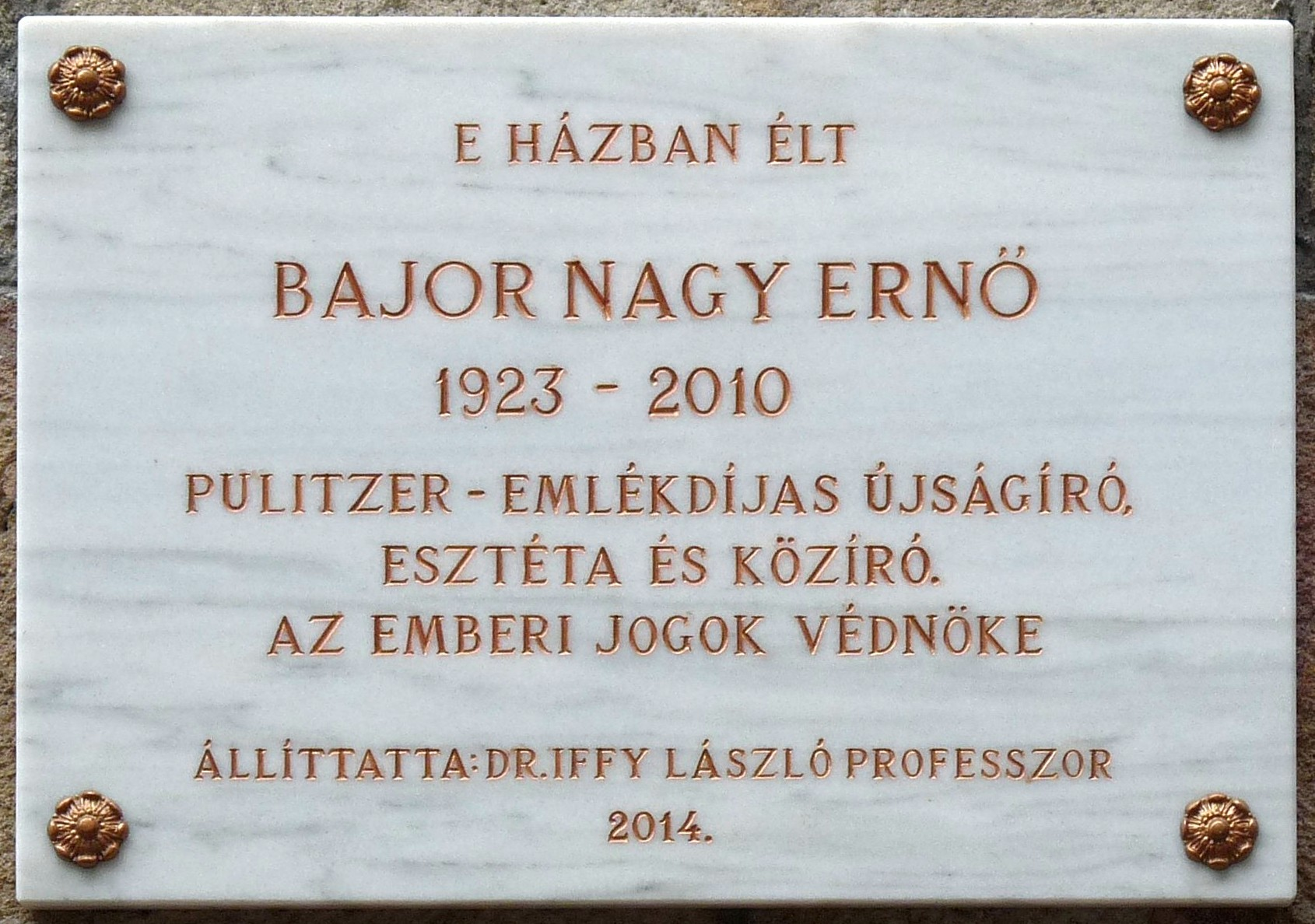
Bajor Nagy Ernő emléktáblája egykori lakhelyén (Budapest XIII. ker., Pozsonyi út 25.)

Szülei Bajor Nagy Lajos és Tóth Margit voltak. 1945–1948 között a Nemzeti Parasztpárt tagja, 1948–49-ben a Szabad Szó, 1949–50-ben pedig a Friss Újság rovatvezetője volt. 1950–1953 között az Országos Béketanács sajtóosztályának munkatársa volt. 1953–1956 között a Nők Lapja munkatársa volt. 1956-ban a Béke és Szabadság című lapnál dolgozott. 1957–58-ban a Hétfői Hírek, 1959-től a Szabad Föld című lap munkatársa, valamint a Szabad Föld Lelki levelesláda című rovatának szerkesztője, 1993–1996 között a Tollpróba. Gyakorló lap szerkesztője volt (Újságíró Stúdió).
Több tévé- és rádiójáték szerzője, egyik szószólója volt a nyugdíjaskorúak érdekvédelmének.

## Művei
- Százak között egyedül (riportok, 1975)
- Munkatársunk jelenti (irodalmi riportok, 1976)
- Életünk, történelem; szerk., előszó Bajor Nagy Ernő; Gondolat, Budapest, 1978
- Minden nap érettségi (riportok, 1983)

## Díjai, elismerései
- Rózsa Ferenc-díj III. fokozat (1965)[2]
- A Művészeti Alap irodalmi díja (1983)
- Petőfi Sándor Sajtószabadság-díj (1992)
- Pethő Sándor-díj (1993)
- Életet az évekért-díj (1994)
- Krúdy Gyula-emlékérem (1995)
- Aranytoll (1997)